# طواف فلاندرز 1971
طواف فلاندرز 1971 هو سباق دراجات هوائية أقيم بتاريخ 4 أبريل 1971، تكون السباق من 1 مراحل وامتدّ لمسافة 268 كم بسرعة 43.226 كم/س، استغرق السباق 6 ساعة 12 دقيقة.